# Passion: Music for The Last Temptation of Christ
| Recensione | Giudizio       |
| ---------- | -------------- |
| Ondarock   | Pietra miliare |
| AllMusic   |                |

Passion: Music for The Last Temptation of Christ è il nono album nella carriera solista di Peter Gabriel, pubblicato nel 1989. Considerato il capolavoro di Gabriel è spesso ricordato tra gli album più importanti di tutta la world music.

## Il disco
Passion è la colonna sonora del film di Martin Scorsese L'ultima tentazione di Cristo (The Last Temptation of Christ, 1988). Alla realizzazione dell'album collaborarono, fra gli altri, Youssou N'Dour, Billy Cobham, Nusrat Fateh Ali Khan e Mahmud Tabrizizade.
Il disco è stato premiato con il Grammy Award al migliore album new age.

## Tracce
1. The Feeling Begins – 4:00
2. Gethsemane – 1:25
3. Of These, Hope – 3:52
4. Lazarus Raised – 1:37
5. Of These, Hope (Reprise) – 2:42
6. In Doubt – 1:33
7. A Different Drum – 4:40
8. Zaar – 4:52
9. Troubled – 2:53
10. Open – 3:25
11. Before Night Falls – 2:19
12. With This Love – 3:35
13. Sandstorm – 3:00
14. Stigmata – 2:30
15. Passion – 7:36
16. With This Love (Choir) – 3:22
17. Wall of Breath – 2:29
18. The Promise of Shadows – 2:11
19. Disturbed – 3:43
20. It Is Accomplished – 2:51
21. Bread and Wine – 2:22